# RFA Argus (A135)
El RFA Argus es un buque de la Real Flota Auxiliar del Reino Unido, integrante de la Royal Navy. Fabricado y botado en Italia, el Argus fue en origen un portacontenedores con el nombre MV Contender Bezant. El buque fue requisado por el gobierno británico en 1982 para su participación en la guerra de las Malvinas y adquirido en 1984 para su utilización como buque de entrenamiento aeronaval, reemplazando al RFA Engadine. En 1991, durante la primera guerra del Golfo, el Argus fue equipado con un completo hospital de campaña asumiendo las labores de buque de referencia en la recepción de heridos de combate. En 2009 esa función se convirtió en el rol principal del buque.
Al llevar armamento a bordo, el Segundo Convenio de Ginebra impide que el RFA Argus sea oficialmente clasificado como buque hospital.

## Diseño y equipamiento
Después de cuatro años de trabajos de adaptación realizados en los astilleros Harland and Wolff de Belfast, el Argus entró en servicio dentro de la Real Flota Auxiliar el 1 de junio de 1988. Inicialmente diseñado como buque portacontenedores, el buque hubiese sido demasiado inestable a plena carga, incómodo de navegar e incluso peligroso, de no haber realizado las mejoras correspondientes. En consecuencia la superestructura del buque fue deliberadamente rediseñada con un peso de unas 800 toneladas y lastrado con 1000 toneladas de hormigón.
Su origen como portacontenedores le hace tener un diseño poco convencional como buque portaaeronaves. La superestructura está situada a proa con una gran cubierta de vuelo a popa. El buque tiene una superestructura secundaria de menor tamaño ubicada a estribor junto a la cubierta de vuelo y que contiene la chimenea de escape de los motores. La disposición de esta pequeña superestructura es utilizada por helicópteros ligeros para simular la cubierta de vuelo de los destructores o fragatas.
En 1991, con motivo de la primera guerra del Golfo y la operación de respuesta multinacional en la que participó Reino Unido, el RFA Argus fue equipado con un completo hospital de campaña. Desde entonces el equipamiento médico que lleva a bordo ha sido continuamente modificado y mejorado proporcionando una capacidad total de 100 pacientes. Entre el equipamiento médico se encuentra una unidad de cuidados intensivos y servicios de rayos X y tomografía axial computarizada. Los pacientes que recibe el buque pueden ser directamente trasladados desde la cubierta de vuelo a la zona de evaluación médica. Desde 2009 la función de recepción de heridos (Primary Casualty Receiving Ship) ha sustituido como función principal del RFA Argus a la de entrenamiento aeronaval.
En 2007 el buque fue mejorado con equipamiento médico más avanzado (reemplazando el ascensor de aeronaves de proa por una rampa para el personal de emergencia y una nueva estructura), generadores eléctricos y sistemas de aviación (los sistemas de visión nocturna fueron actualizados para permitir la operatividad del helicóptero de combate WAH-64 Apache). Con estas mejoras se pretendió extender la vida útil del buque hasta 2020.

## Historia operacional

### 1982 - 1999

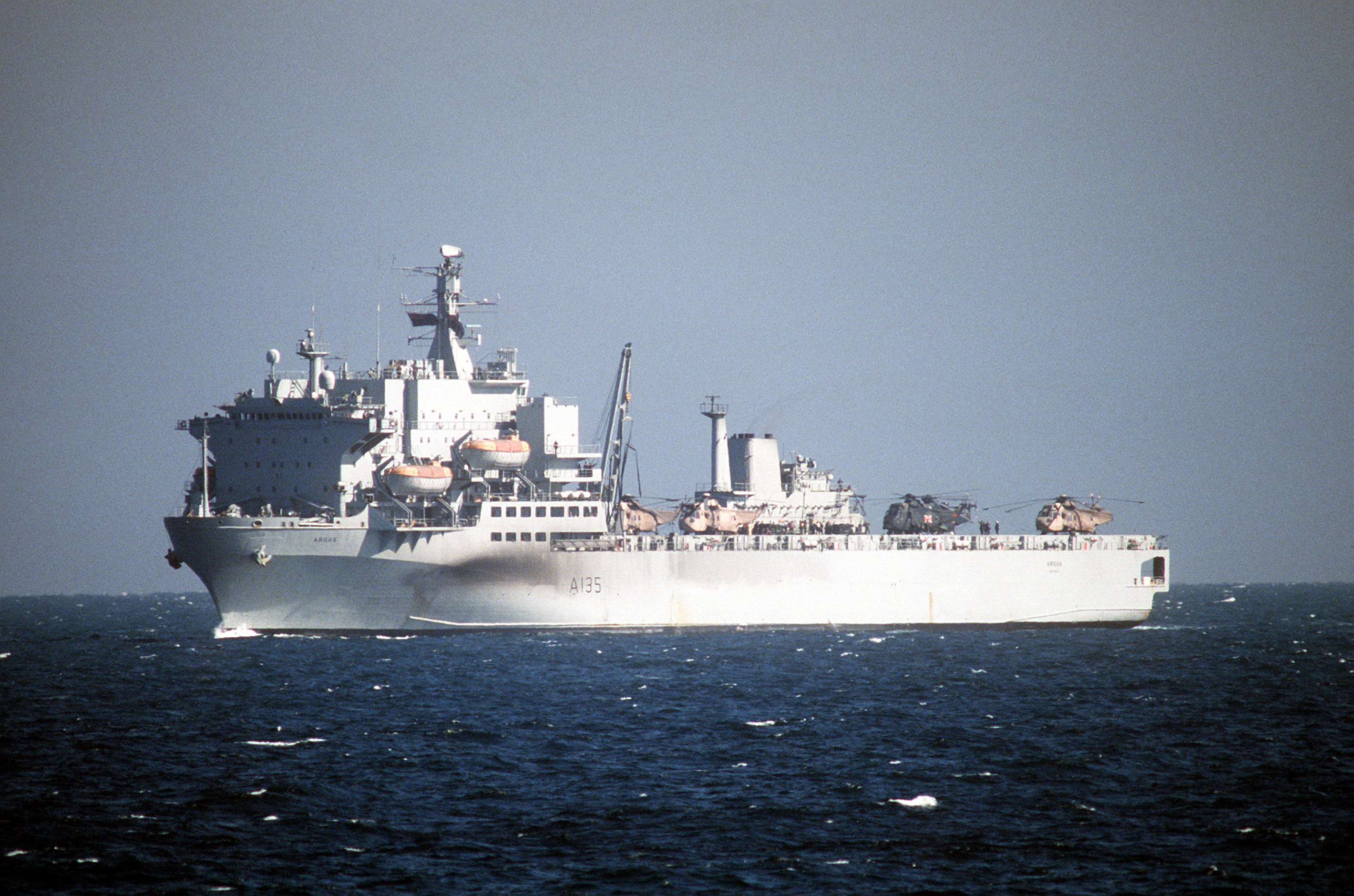
El RFA Argus en el golfo Pérsico en 1991 desplegado para dar apoyo sanitario durante la guerra del Golfo.

El Argus entró en servicio en la Real Flota Auxiliar en 1988, reemplazando al RFA Engadine como buque de entrenamiento aeronaval. Estuvo desplegado en el golfo Pérsico en 1991 durante la primera guerra del Golfo en el contexto del aporte británico (Operation Granby) a la coalición internacional. En 1993 y en 1999 estuvo desplegado en el mar Adriático como apoyo a las operaciones británicas en Bosnia y Kósovo respectivamente. Durante este periodo el Argus asumió parcialmente el rol de buque portahelicópteros (Landing Platform Helicopter). Las limitaciones que tuvo para desempeñar esa función fue uno de los factores que condujeron al diseño y producción del HMS Ocean como buque portahelicópteros puro de la Royal Navy.

### 2000 - 2011
Durante periodos de guerra el RFA Argus ha actuado como buque hospital con dos pabellones de enfermería y una morgue. Su capacidad como buque hospital le llevó a ser desplegado frente a la costa de Freetown (Liberia) entre los años 2000 y 2001, apoyando las operaciones militares que el Reino Unido mantenía contra los rebeldes West Side Boys.
En diciembre de 2001 se lanzó un programa para reemplazar al Argus por otro buque denominado Joint Casualty Treatment Ship (JCTS). El equipo que estuvo trabajando en el diseño de este nuevo buque fue cancelado en 2005.
En 2003 el RFA Argus estuvo desplegado de nuevo en el golfo Pérsico como parte de una flota de 33 buques para dar apoyo al asalto anfibio de fuerzas británicas a la península de Al-Faw, una de las primeras operaciones de la invasión de Irak que acabó derrocando a Sadam Huseín. El cometido del Argus fue el de buque de recepción de heridos.
En 2008 estuvo desplegado en Oriente Medio como plataforma naval para helicópteros Sea King. Mantuvo su función de recepción de heridos durante los años de ocupación del Reino Unido de Irak (Operación Telic). En junio de 2011 operó frente a las costas de Yemen.
En agosto de 2011, de vuelta en Reino Unido, el Argus sirvió de sitio de rodaje para la película Guerra mundial Z.  En un principio se planeó que hiciera de un buque ficticio con nombre "USS Madison (LHD-19)" pero en el metraje final apareció como "U.N. Command Ship USS Argus".

### 2012
A mediados de 2012 el RFA Argus partió hacia América del Norte embarcando fuerzas de los Royal Marines, un componente aéreo de la Fleet Air Arm, incluyendo helicópteros Super Lynx, y el recientemente formado Equipo Humanitaria y Atención de Desastres (Humanitarian and Disaster Relief Team). La intención era proporcionar ayuda humanitaria durante la temporada de huracanes en el Atlántico. La misión principal consistiría en proporcionar ayuda a los territorios británicos de ultramar que requirieran asistencia al tiempo que la Royal Navy mantenía presencia constante en la región. Antes de comenzar su misión humanitaria, el RFA Argus participó en unos ejercicios navales multinacionales en conmemoración del segundo centenario de la guerra anglo-estadounidense de 1812, junto a otros buques la Armada de los Estados Unidos.

### 2013
Durante 2013 el RFA Argus sirvió como buque de pruebas para la nueva versión del helicóptero Lynx Wildcat.

### 2014

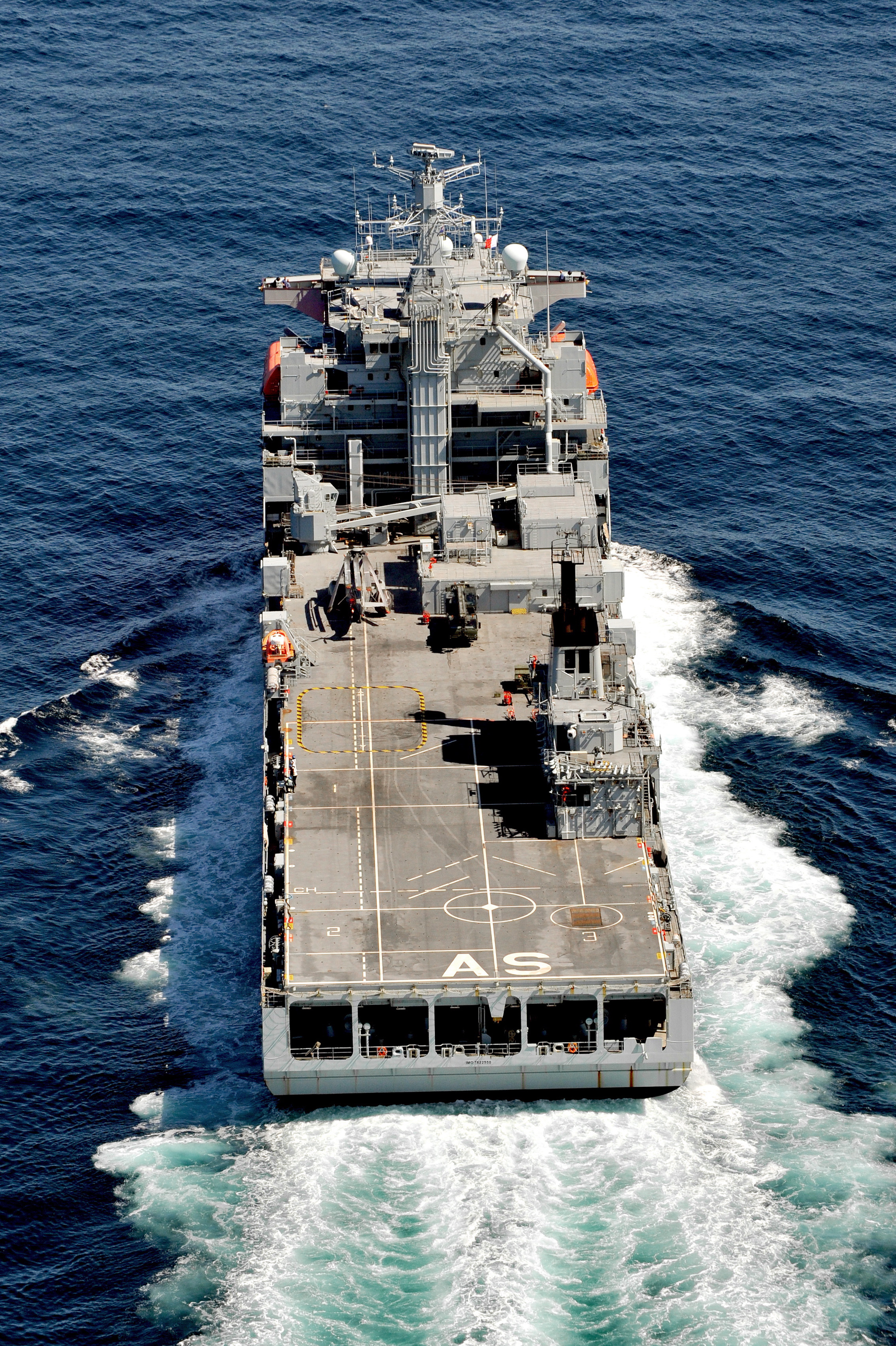
Vista de la cubierta de vuelo del RFA Argus durante un despliegue en el año 2014.

El RFA Argus participó en el ejercicio naval anual Exercise Joint Warrior proporcionando evacuación médica y asistencia sanitaria.
El 8 de octubre de 2014, el Ministerio de Relaciones Exteriores y de la Mancomunidad de Naciones anunció que el RFA Argus se desplegaría a Sierra Leona para proporcionar ayuda en el contexto de la epidemia de ébola que afecta a varios países de África occidental.